# Tavisupleba
"Tự Do" (tiếng Gruzia: თავისუფლება Tavisupleba) là quốc ca của Gruzia. Nó được thông qua vào năm 2004, cùng với quốc kỳ và huy hiệu mới. Sự thay đổi của các biểu tượng trên được đưa ra sau khi lật đổ thành công chính quyền Eduard Shevardnadze trong cuộc Cách mạng hoa hồng. Phần nhạc được lấy từ vở opera Abesalom da Eteri ("Abesalom và Eteri") và Daisi ("The Nightfall"), bởi nhà soạn nhạc Gruzia Zachary (Zacharia) Paliashvili(ზაქარია ფალიაშვილი, 1871-1933), được chuyển thể thành thơ ca bởi Ioseb Kechakmadze (იოსებ კეჭაყმაძე). Lời bài hát được sáng tác bởi David Magradze (დავით მაღრაძე).

## Lịch sử
Bài hát trên đã được thông qua bởi Quốc hội Georgia vào ngày 20 tháng năm 2004 (5 tháng sau khi Tổng thống Eduard Shevardnadze từ chức trong Cách mạng Hoa hồng). Một dự luật đã được đưa ra trong cuộc họp lần thứ sáu của Nghị viện Gruzia vào ngày 22 tháng 4 năm 2004. Dự luật thông qua Tavisupleba như bài hát được trình bày bởi Bộ trưởng Văn hoá Giorgi Gabashvili; trong đó âm nhạc đã được biểu diễn cho các đại biểu ngay sau đó. Luật pháp không đưa ra bất kỳ quy định, nhưng đề cập đến Nghị định của Tổng thống tương ứng.

## Lời

### Lời tiếng Gruzia
| Ký tự Gruzia | Ký tự Latinh | Chuyển tự IPA |
| --- | --- | --- |
| ჩემი ხატია სამშობლო, სახატე მთელი ქვეყანა, განათებული მთა-ბარი, წილნაყარია ღმერთთანა. თავისუფლება დღეს ჩვენი მომავალს უმღერს დიდებას, ცისკრის ვარსკვლავი ამოდის ამოდის და ორ ზღვას შუა ბრწყინდება, და დიდება თავისუფლებას, თავისუფლებას დიდება! | Chemi khat’ia samshoblo, Sakhat’e mteli kveqana, Ganatebuli mta-bari C’ilnaqaria Ghmerttana. Tavisupleba dghes chveni Momavals umghers didebas, Cisk’ris varsk’vlavi amodis Amodis da or zghvas shua brc’qindeba, Da dideba tavisuplebas, Tavisuplebas dideba! | [t͡ʃɛ.mi χɑ.tʼi.ɑ sɑm.ʃɔ.bɫɔ ǀ] [sɑ.χɑ.tʼɛ mtʰɛ.li kʰʋɛ.q(χ)ʼɑ.nɑ ‖] [ɡɑ.nɑ.tʰɛ.bu.li mtʰɑ bɑ.ri ǀ] [t͡sʼiɫ.nɑ.q(χ)’ɑ.ri.ɑ ʁmɛrtʰ.tʰɑ.nɑ ‖] [tʰɑ.ʋi.su.pʰlɛ.bɑ dʁɛs (t͡)ʃʋɛ.ni ǀ] [mɔ.mɑ.ʋɑɫs um.ʁɛrz‿di.dɛ.bɑs ‖] [t͡sʰis.k’ris ʋɑrskʼ.ʋɫɑ.ʋi ɑ.mɔ.dis ǀ] [ɑ.mɔ.diz‿dɑ ɔr zʁʋɑs ʃu.ɑ brt͡sʼq(χ)ʼin.dɛ.bɑ ‖] [dɑ di.dɛ.bɑ tʰɑ.ʋi.su.pʰlɛ.bɑs ǀ] [tʰɑ.ʋi.su.pʰlɛ.bɑz‿di.dɛ.bɑ ‖] |

### Lời tiếng Abkhaz
| Ký tự Kirin | Ký tự Latinh |
| --- | --- |
| Ашәа азаҳҳәоит ҳныха, ҳаҧсадгьыл Иҳазгәакьоу, иҧшьоу ҳтәыла. Мрала ирлашоуп ҳа ҳадгьыл, Уи азоуп изахьӡу амратәыла. Иахьа иҳамоу ахақәиҭра Ашәа азаҳҳәоит гәырӷьа бжьыла, Аеҵәа ҩ-мшынк рыбжьара Икаҧхоит Анцәа имч ала, Иныҳәазааит ахақәиҭра, Ахақәиҭра амч-алша. | Ašwa azahhwoiṭ hnyxa, hapsadgjyl Ihazgwaḳjou, ipšjou hṭwyla. Mrala irlašouṗ ha hadgjyl, Ui azouṗ izaxjʒu amraṭwyla. Iaxja ihamou axakwitra Ašwa azahhwoiṭ gwyrġja bźyla, Ajeċwa jw-mšynḳ rybźara Iḳapxoiṭ Ancwa imć ala, Inyhwazaaiṭ axakwitra, Axakwitra amć-alša. |

### Tiếng Việt
Biểu tượng của đời tôi là Tổ quốc tôi,
Đất nước muôn đời vững bền trên thế gian này,
Nơi núi đồi trập trùng hùng vĩ,
Được Thượng đế dựng nên, chở che bằng cả tấm lòng.
Hôm nay tôi hát bài ca ngợi tự do
Vì ngày mai huy hoàng của Tổ quốc tôi,
Vì quốc kì sáng tựa vầng thái dương,
Tỏa nắng rực rỡ đôi bờ biển phồn vinh
Hãy hát lên bài ca ngợi tự do,
Hát lên vì nền tự do mến yêu!